# Banda Aceh
Banda Aceh o Banda Aché es una ciudad de Indonesia capital de la provincia de Nangröe Aceh Darussalam, localizada al norte de la isla de Sumatra. La ciudad cuenta con una población de 203.553 habitantes.

## Historia

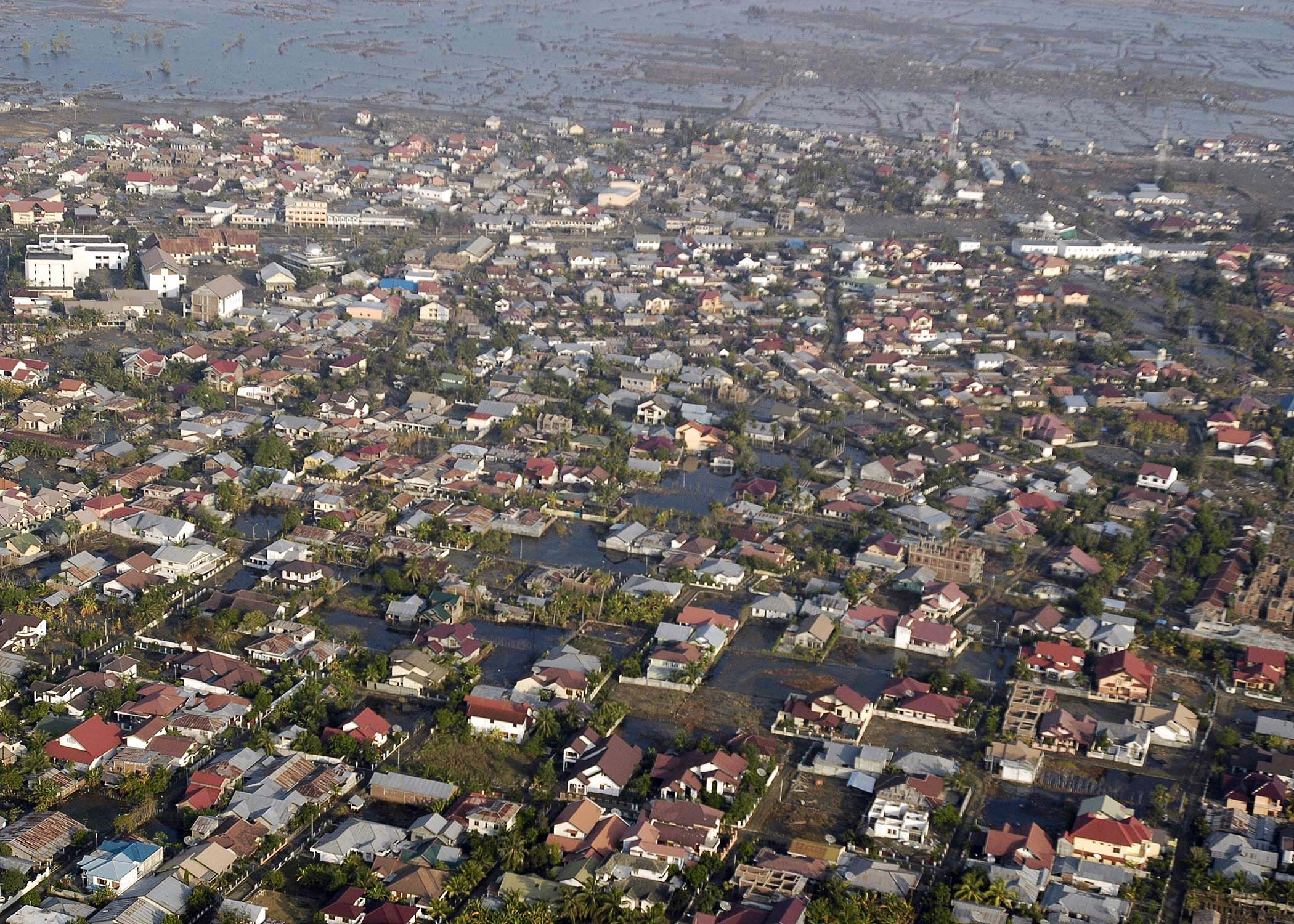
Banda Aceh inundada tras el Terremoto y tsunami del océano Índico de 2004

Banda Aceh fue establecida por el sultán Alaidin Johansyah el 22 de abril de 1205. La ciudad fue originalmente llamada Kutaraja, y en 1956 fue designada como capital provincial. Sin embargo, su nombre fue cambiado por el de Banda Aceh, nombre que deriva de la palabra persa bandar (بندر) que significa puerto. Por esto la ciudad es referida como el puerto a la Meca, ya que fue en Aceh por donde llegó el islam a Indonesia antes de distribuirse por el sureste asiático.
El 26 de diciembre de 2004 el terremoto de Sumatra-Andamán de magnitud 9,1 Mw ,azotó la costa este de Sumatra, siendo Banda Aceh la ciudad más cercana al epicentro causando daños substanciales en la ciudad. El terremoto fue seguido por un gran tsunami que causó aún más daño a la ciudad. Se estima que solamente en Banda Aceh perecieron 61.065 personas, esto es el 23% de la población de la ciudad, como resultado de estos eventos. La historia puede verse en el Museo del tsunami de Aceh.

## Geografía

### Clima
| Parámetros climáticos promedio de Banda Aceh (1991-2020) | Parámetros climáticos promedio de Banda Aceh (1991-2020) | Parámetros climáticos promedio de Banda Aceh (1991-2020) | Parámetros climáticos promedio de Banda Aceh (1991-2020) | Parámetros climáticos promedio de Banda Aceh (1991-2020) | Parámetros climáticos promedio de Banda Aceh (1991-2020) | Parámetros climáticos promedio de Banda Aceh (1991-2020) | Parámetros climáticos promedio de Banda Aceh (1991-2020) | Parámetros climáticos promedio de Banda Aceh (1991-2020) | Parámetros climáticos promedio de Banda Aceh (1991-2020) | Parámetros climáticos promedio de Banda Aceh (1991-2020) | Parámetros climáticos promedio de Banda Aceh (1991-2020) | Parámetros climáticos promedio de Banda Aceh (1991-2020) | Parámetros climáticos promedio de Banda Aceh (1991-2020) |
| Mes                                                      | Ene.                                                     | Feb.                                                     | Mar.                                                     | Abr.                                                     | May.                                                     | Jun.                                                     | Jul.                                                     | Ago.                                                     | Sep.                                                     | Oct.                                                     | Nov.                                                     | Dic.                                                     | Anual                                                    |
| -------------------------------------------------------- | -------------------------------------------------------- | -------------------------------------------------------- | -------------------------------------------------------- | -------------------------------------------------------- | -------------------------------------------------------- | -------------------------------------------------------- | -------------------------------------------------------- | -------------------------------------------------------- | -------------------------------------------------------- | -------------------------------------------------------- | -------------------------------------------------------- | -------------------------------------------------------- | -------------------------------------------------------- |
| Temp. máx. media (°C)                                    | 31.3                                                     | 31.8                                                     | 32.4                                                     | 32.8                                                     | 33.2                                                     | 33.5                                                     | 33.3                                                     | 33.2                                                     | 32.5                                                     | 31.7                                                     | 31.1                                                     | 31.0                                                     | 32.3                                                     |
| Temp. media (°C)                                         | 26.8                                                     | 27.1                                                     | 27.5                                                     | 27.9                                                     | 28.3                                                     | 28.3                                                     | 28.1                                                     | 28.0                                                     | 27.5                                                     | 27.2                                                     | 27.0                                                     | 26.8                                                     | 27.5                                                     |
| Temp. mín. media (°C)                                    | 22.3                                                     | 22.3                                                     | 22.6                                                     | 23.0                                                     | 23.3                                                     | 23.0                                                     | 22.9                                                     | 22.7                                                     | 22.5                                                     | 22.6                                                     | 22.9                                                     | 22.5                                                     | 22.7                                                     |
| Fuente: cuacalab.id                                      |                                                          |                                                          |                                                          |                                                          |                                                          |                                                          |                                                          |                                                          |                                                          |                                                          |                                                          |                                                          |                                                          |

## Transportes
La ciudad es servida por el Aeropuerto Internacional Sultán Iskandarmuda.